# Digitální minimalismus
Digitální minimalismus je způsob používání technologií, v němž se soustředíme pouze na vybrané činnosti a ostatní ignorujeme s cílem technologie ovládat a nebýt jimi ovládáni. Jde o sérii činností a přístupů vedoucích ke změně našich digitálních návyků a chování, jako je například zabránění sofistikovaného ovládání naší pozornosti, odstranění FOMO efektu, vytváření kreativní samoty nebo provedení digitálního úklidu.

## Cal Newport
S termínem digitální minimalismus přišel poprvé v roce 2018 americký akademik a spisovatel Cal Newport, který jej ve stejnojmenné knize definoval jako způsob používání technologií, při němž se soustředíme pouze na malý počet pečlivě vybraných a optimalizovaných aktivit ve prospěch věcí, jichž si ceníte, a s klidným srdcem si necháváme ujít všechno ostatní.